# ノヴィ・サド駅屋根崩落事故
ノヴィ・サド駅屋根崩落事故（ノヴィ・サドえきやねほうらくじこ）は、2024年11月1日、セルビアのノヴィ・サドにあるノヴィ・サド駅で、キャノピー（張り出し屋根）が崩落し、16人が死亡、1人が重傷を負った事故である。駅舎は1964年に建てられたもので、2021年から2024年にかけて、中国の一帯一路の支援を受けて改修されていた。事故の原因は調査中である。
事故をきっかけにノヴィ・サドで大規模デモが行われ、このデモは政府の汚職やメディアの検閲など、他の問題への不満も合わさってセルビア全土に波及した。

## 背景
2014年、ハンガリー、セルビア、中華人民共和国の3か国はブダペストとベオグラードを結ぶ路線を近代化することで合意していた。セルビア鉄道は2010年代以降、中国の支援を受けつつ、鉄道の近代化工事を進め、2022年3月に同路線のうちベオグラードとノヴィ・サド間の工事が完了した。1964年に建設されたノヴィ・サド駅は老朽化が問題視されており、近代化の一環として改修工事が行われた。改修工事は2021年から行われ、2024年7月に終わったが、事故で崩落した屋根部分は改修されなかった。改修工事を請け負ったのは中国鉄路国際と中国通信建設で、1600万ユーロ（約26億円）が投じられた。当局は工事がヨーロッパの基準を満たしていたとする一方で、関連文書は全て機密扱いとされ、事故後はこうした情報の不透明さが批判の的となった。

## 事故
2024年11月1日11時52分ころ、キャノピーが35メートルにわたって崩落し、14人が死亡し、3人が負傷した。死者の年齢は6歳から74歳で、北マケドニア人1人を除き、全員がセルビア人であった。3人のけがは切断手術を要する重傷で、のちに2人が死亡した。全国から現場へ約80人の救助隊員が派遣され、重機で瓦礫の除去作業にあたった。

## 影響
当日のノヴィ・サド駅の出発便は運転見合わせとなり、駅舎はしばらく閉鎖された。ノヴィ・サド駅行きのスボティツァとソンボル発の列車はフトグ駅へ、ベオグラード発の列車はペトロヴァラディン駅へ行先が変更された。
セルビア政府は事故翌日の11月2日を服喪期間とし、ヴォイヴォディナ自治州とノヴィ・サド市は3日間を服喪期間とした。自由広場とノヴィ・サド駅前では市民たちが蝋燭を点し、花を手向けた。

### 捜査
ノヴィ・サド高等検察は捜査に乗り出し、ゴラン・ヴェシッチ建設・運輸・インフラ相ら40人以上が尋問対象となった。11月21日、「公共の安全に対する重大犯罪などの容疑」でヴェシッチら11人とともに拘束された。ヴェシッチは拘束に先立つ11月4日に辞意表明した。12月30日、ヴェシッチら13人が正式に起訴された。

## 反応

### セルビア国内
セルビアのアレクサンダル・ヴチッチ大統領とミロシュ・ブーチェビッチ首相は責任者を追及すると公言した一方で、野党側は当局の汚職体質を非難した。事故後は汚職の蔓延、情報が不透明で杜撰な工事が原因だとする声があがり、11月3日にはベオグラードの政府本部まで数千人が行進し、ブーチェビッチ首相やヴェシッチ建設相の辞任を求めるデモが行われた。
11月5日、ノヴィ・サド各地で抗議デモが行われ、デモ参加者と警察の衝突により警官10人含む12人が負傷した。与党セルビア進歩党の地方事務所や市役所に発火筒や赤い塗料が投げられた。少なくとも9人が拘束され、ヴチッチ大統領は現場を訪問した。ベオグラードでは11月11日に、ノヴィ・サドでは11月15日にも抗議デモが行われたが、これらは比較的静穏なものだった。11月19日のデモでは参加者がノヴィ・サドの裁判所を包囲し、責任者の逮捕やデモで拘束された人の釈放を求めた。11月20日、セルビア鉄道インフラ局長のイェレナ・タナスコビッチと元建設相のトミスラヴ・モミロビッチ通商相が辞意表明。11月22日、セルビア各地で15分間の黙祷が捧げられた。
11月25日、国民議会で予算審議中、野党議員らが「あなたの手には血がついている」(blood is on your hands)と書かれた横断幕を掲げ、事故に関する議論を求めると、与党議員らは「セルビアが働きたいときに戦争を望んでいる」(war while Serbia wants to work)と野党側を非難する横断幕で応酬し、揉み合いになった。
ヴチッチ大統領は当初警察にデモ参加者全員の逮捕を指示するなど強硬な姿勢を示していたが、デモの拡大を受け、12月11日の記者会見で拘束された人の恩赦と捜査資料の公開を約束した。ヴチッチがデモ参加者に譲歩するのは2012年に権力を握って以来初めてのことだった。しかし会見後も退陣を求めるデモが続き、ヴチッチは「デモに参加すれば起訴される」と再び強硬姿勢を見せた。2025年1月28日、反政府デモの拡大を受けブーチェビッチ首相が辞意表明した。

### セルビア国外
オリベル・バルヘリ近隣・拡大政策担当欧州委員、EUのセルビア大使のエマヌエーレ・ジャウフレット (Emanuele Giaufret)、オーストリアのカール・ネーハマー首相、クロアチアのアンドレイ・プレンコビッチ首相、ハンガリーのオルバーン・ヴィクトル首相、ギリシャのクリストス・スタイクラスインフラ・運輸相、ルーマニアの外務省など、複数の欧州連合関係者が哀悼の意を表した。

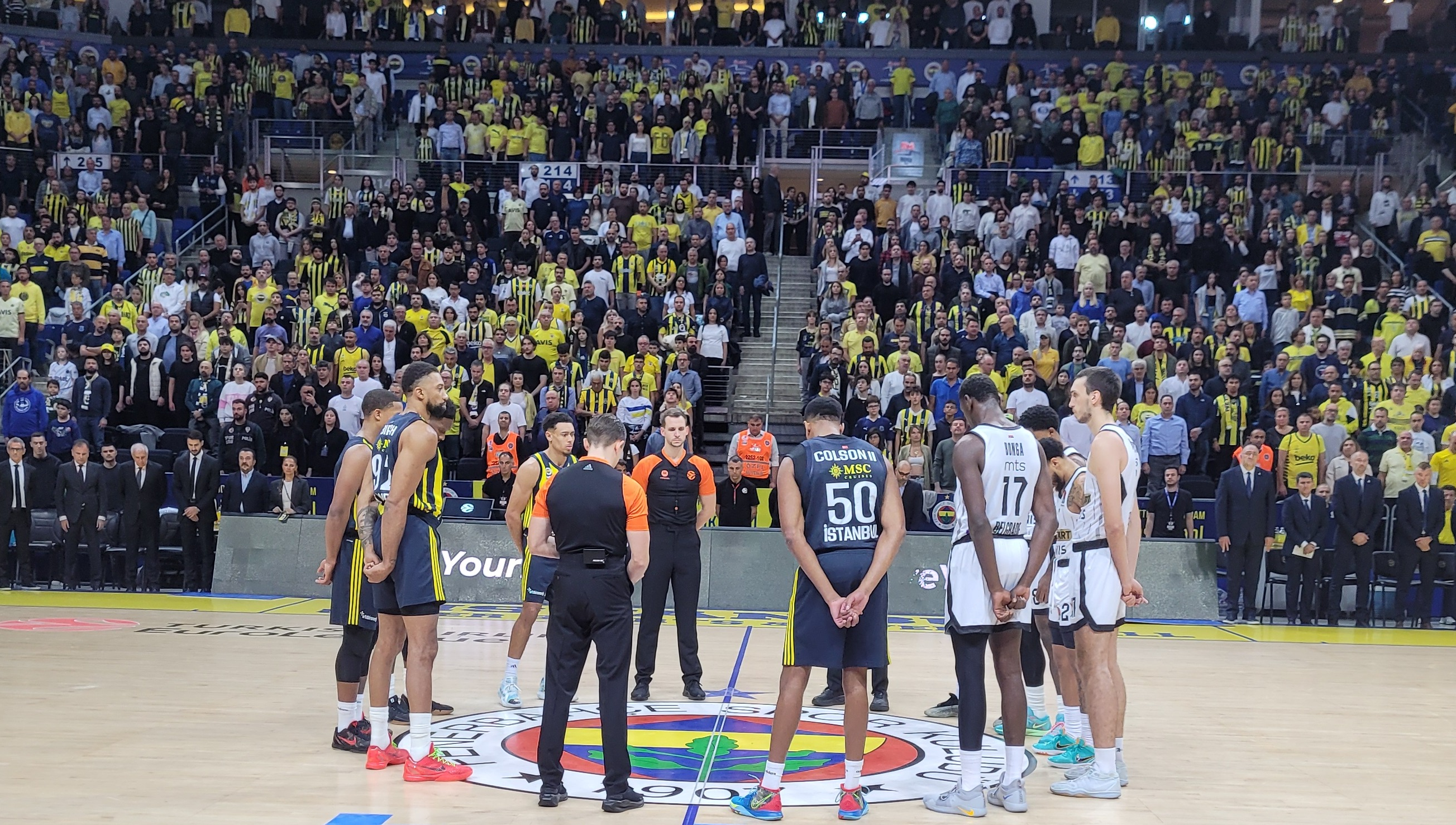
イスタンブールにて、ユーロリーグのフェネルバフチェ・ベコ対KKパルチザンの試合前に黙祷が捧げられた

ボスニア・ヘルツェゴビナの大統領評議会議員のデニス・ベチロビッチ（ボシュニャク人）とジェリカ・ツヴィヤノヴィッチ（セルビア人）、エディン・フォルト運輸・通信相、スルプスカ共和国のナデリコ・クブリロヴィッチ運輸・通信相、日本の今村朗駐セルビア大使、カザフスタンのカシムジョマルト・トカエフ大統領、モンテネグロのヤコフ・ミラトビッチ大統領、アンドリヤ・マンディッチ議会議長、マヤ・ヴキチェビッチ運輸相 (Maja Vukičević)、ノルウェーのクリスティン・メルソム駐セルビア大使 (Kristin Melsom)、ロシアのウラジーミル・プーチン大統領、ヴャチェスラフ・ヴォロージン国家院議長など、欧州連合域外からも哀悼の意が表された。スルプスカ共和国とモンテネグロはそれぞれ11月2日と3日を服喪期間とした。